# Chromatoclothoda elegantula
Chromatoclothoda elegantula is een insectensoort uit de familie Clothodidae, die tot de orde webspinners (Embioptera) behoort. De soort komt voor in het Amazonebekken in  Brazilië.
Chromatoclothoda elegantula is voor het eerst wetenschappelijk beschreven door Edward S. Ross in 1987. Het holotype werd 10 km ten noorden van Manaus aangetroffen.